# Galáxia Anã do Escultor
A Galáxia Anã do Escultor (também chamada de Galáxia Anã Elíptica do Escultor ou a Galáxia Anã Esferoidal do Escultor) é uma galáxia anã esferoidal e satélite da Via Láctea. Ela fica na direção da constelação de Sculptor. Foi descoberta em 1938 por Harlow Shapley. A galáxia está a aproximadamente 290.000 anos-luz do Sistema Solar.